# Monster Jam
 (mai 2021).

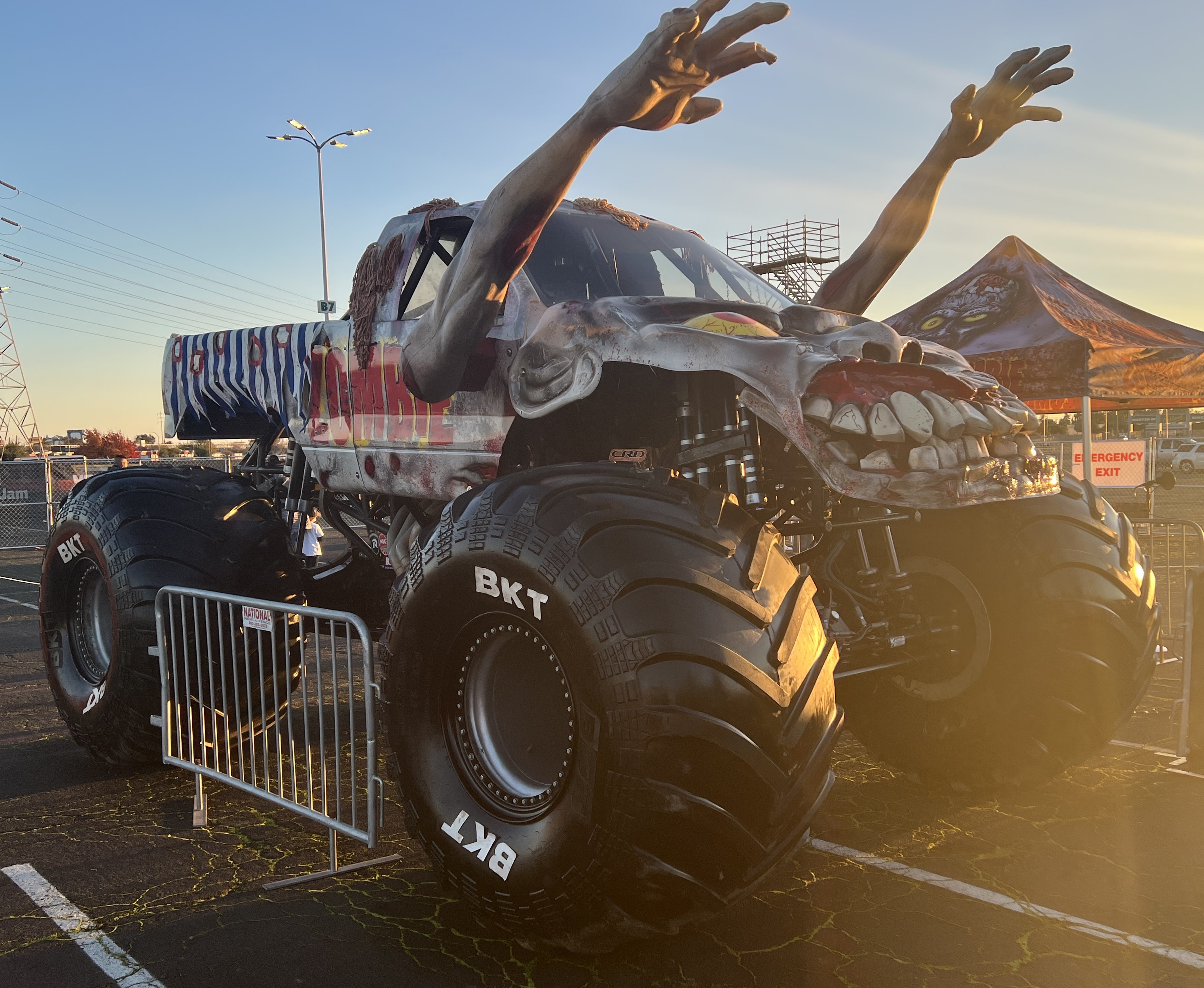
Le "Zombie" est un Monster Truck figurent dans l'émission télévisée Monster Jam notamment en 2022

Monster Jam est un évènement de sport motorisé télévisé créé en 1992 et géré par Feld motor sport. Lors du premier show de monster truck, le but était de faire une course en écrasant des voitures, mais aujourd'hui la technologie des monster truck s'est améliorée et l'épreuve du freestyle est apparue. Les Monster Jam world finals se déroulent chaque année. Les premières world finals existent depuis 2000. 16 monster truck de tous les États-Unis se sont réunis à Las Vegas pour espérer gagner la course ou le freestyle. Le pilote Tom Meents gagne la course avec son monster truck Goldberg et gagna 10 autres titres de champion du monde avec Max-D les années suivantes et fut le pilote le plus titré de Monster Jam. Le pilote Dennis Anderson gagna le freestyle avec Grave Digger qui est le plus connu et l'un des plus vieux monster truck et gagna trois autres titres plus tard. En septembre 2018, Monster Jam décide de déplacer le lieu où débuteront les World Finals. Orlando a été choisi jusqu’en 2020 et s'ajoutent à cette compétition le High Jump, Two-Wheel Skills, les courses de ATV et speedster et la course de speedster avec obstacle.

## Liste des Worlds Champions
| Année          | Freestyle                                            | Racing                  | Young Guns Shootout | DoubleDown Showdown | High Jump             | ATV                   | Speedster                     | Speedster obstacle       | Two-Wheel Skills   |
| -------------- | ---------------------------------------------------- | ----------------------- | ------------------- | ------------------- | --------------------- | --------------------- | ----------------------------- | ------------------------ | ------------------ |
| 2000 Las Vegas | Goldberg                                             | Grave Digger            |                     |                     |                       |                       |                               |                          |                    |
| 2001           | Goldberg                                             | Goldberg                |                     |                     |                       |                       |                               |                          |                    |
| 2002           | Team Meents                                          | Team Meents             |                     |                     |                       |                       |                               |                          |                    |
| 2003           | Avenger                                              | Wolverine               |                     |                     |                       |                       |                               |                          |                    |
| 2004           | El Toro Loco Madusa Maximum Destruction (même score) | Grave Digger            |                     |                     |                       |                       |                               |                          |                    |
| 2005           | Bounty Hunter                                        | Madusa                  |                     |                     |                       |                       |                               |                          |                    |
| 2006           | Maximum Destruction                                  | Grave Digger            |                     |                     |                       |                       |                               |                          |                    |
| 2007           | Captain's Curse                                      | Batman                  |                     |                     |                       |                       |                               |                          |                    |
| 2008           | Taz                                                  | Batman                  |                     |                     |                       |                       |                               |                          |                    |
| 2009           | US Air Force Afterburner                             | Maximum Destruction     |                     |                     |                       |                       |                               |                          |                    |
| 2010           | Monster Mutt                                         | Grave Digger #20        |                     |                     |                       |                       |                               |                          |                    |
| 2011           | Avenger                                              | Maximum Destruction     |                     |                     |                       |                       |                               |                          |                    |
| 2012           | Northern Nightmare                                   | Maximum Destruction     | Spider-Man          |                     |                       |                       |                               |                          |                    |
| 2013           | Max d                                                | Grave Digger The Legend | Bad Habit           |                     |                       |                       |                               |                          |                    |
| 2014           | Metal Mulisha                                        | Grave Digger The Legend | Overkill Evolution  |                     |                       |                       |                               |                          |                    |
| 2015           | Overkill Evolution                                   | Metal Mulisha           | Monster Energy      |                     |                       |                       |                               |                          |                    |
| 2016           | Grave Digger                                         | Grave Digger            | Dragon              |                     |                       |                       |                               |                          |                    |
| 2017           | VP Racing Mad Scientist                              | Son-uva Digger          |                     | Max-D               |                       |                       |                               |                          |                    |
| 2018           | Son-uva Digger                                       | Grave Digger            |                     | Pirate's Curse      |                       |                       |                               |                          |                    |
| 2019 Orlando   | Scooby-doo                                           | Bounty Hunter           |                     | Scooby-doo          | Monster Mutt Team Ice | Blake Granger (Max-d) | Armando Castro (El Toro Loco) | Matt Cody (Blue Thunder) | Max-D              |
| 2020 Orlando   | Annulée (Covid-19)                                   | Annulée (Covid-19)      | Annulée (Covid-19)  | Annulée (Covid-19)  | Annulée (Covid-19)    | Annulée (Covid-19)    | Annulée (Covid-19)            | Annulée (Covid-19)       |                    |
| 2021           | Annulée (Covid-19)                                   | Annulée (Covid-19)      | Annulée (Covid-19)  | Annulée (Covid-19)  | Annulée (Covid-19)    | Annulée (Covid-19)    | Annulée (Covid-19)            | Annulée (Covid-19)       | Annulée (Covid-19) |
| 2022           | Max-D                                                | Grave Digger            |                     |                     | Son-uva Digger        |                       |                               |                          | Max-D              |

## All Star Challenge
Le All Star Challenge est un show réunissant 24 monster trucks qui ont été sélectionnés grâce à un vote des fans sur internet. Les 24 participants sont dispersés en 2 équipes de 12, la Team Fire et la Team Ice. Le show se déroule sur 2 jours, le premier jour a lieu le "best trick competition" autrement dit celui qui établit la plus belle figure, et une course (le racing 2 dans le tableau). Le 2e jour a lieu le freestyle et une course (racing 1 dans le tableau et avec un parcours différent). 
| année | fresstyle      | racing 1       | racing 2       | best trick | point team Fire | point Team ice |
| --- | -------------- | -------------- | -------------- | ---------- | --------------- | -------------- |
| 2019 | Son-uva Digger | Monster Energy | Son-uva Digger | Whiplash   | 575             | 675            |
| Team Ice – El Toro Loco Ice (Scott Buetow), Monster Mutt Dalmatian Ice (Cynthia Gauthier), Dragon Ice (Jon Zimmer), Grave Digger (Krysten Anderson), Son-uva Digger (Ryan Anderson), Max-D (Neil Elliott), Bad Company (John Gordon), Monster Energy (Todd LeDuc), Whiplash (Brianna Mahon), Northern Nightmare (Cam McQueen), Monster Energy (Coty Saucier), The Black Pearl (Cole Venard) |                |                |                |            |                 |                |
| Team Fire – Max-D Fire (Tom Meents), Megalodon Fire (Cory Rummell), Zombie Fire (Bari Musawwir), Grave Digger (Adam Anderson), Colton Eichelberger (Max-D), Great Clips Mohawk Warrior (Bryce Kenny), Avenger (Jim Koehler), Grave Digger (Tyler Menninga), Bakugan Dragonoid (Camden Murphy), Grave Digger (Charlie Pauken), Scooby-Doo (Linsey Read), BroDozer (Heavy D)                  |                |                |                |            |                 |                |

## Liste des Monster Jam Past Points Champions
| 2019                         | Pilote                       | Truck              | points |
| ---------------------------- | ---------------------------- | ------------------ | ------ |
| Champion des stades série 1  | Tom Meents                   | Max-D Fire         | 451    |
| Champion des stades série 2  | A. Anderson/R. Anderson      | Grave Digger       | 501    |
| Champion des stades série 3  | Todd LeDuc                   | Monster Energy     | 397    |
| Triple threat séries ouest   | Tyler Menninga               | Grave Digger       | 1259   |
| Triple threat séries central | Brandon Vinson               | Grave Digger       | 1561   |
| Triple threat séries est     | Tristan England              | EarthShaker        | 1027   |
| Champion des arènes          | Randy Brown                  | Grave Digger       | 1694   |
| 2018                         | Pilote                       | Truck              | Points |
| Champion des stades série 1  | Neil Elliott                 | Max-D              | 337    |
| Champion des stades série 2  | Charlie Pauken               | Grave Digger       | 198    |
| Champion des stades série 3  | Morgan Kane et Carl Van Horn | Grave Digger       | 244    |
| Champion des stades série 4  | Lee O'Donnell                | VP Mad Scientist   | 376    |
| Triple threat séries central | Tyler Menninga               | Grave Digger       | 1532   |
| Triple threat séries est     | Justin Sipes                 | Megalodon          | 1042   |
| Triple threat séries ouest   | Tristan England              | EarthShaker        | 1203   |
| Champion des arènes          | Cam McQueen                  | Northern Nightmare | 1115   |

| 2017                         | Pilote         | Truck              | Points |
| ---------------------------- | -------------- | ------------------ | ------ |
| FS1 série ouest              | Todd LeDuc     | Monster Energy     | 226    |
| FS1 série est                | Linsey Weenk   | Lucas Oil Crusader | 158    |
| Stadium tour 3               | Ryan Anderson  | Son-uva Digger     | 179    |
| Stadium tour 4               | Charlie Pauken | Grave Digger       | 24     |
| Triple threat séries ouest   | Cole Venard    | Grave Digger       | 1376   |
| Triple threat séries central | Justin Sipes   | Megalodon          | 1316   |
| Triple threat séries est     | Tyler Menninga | Grave Digger       | 1179   |
| Arène tour 4                 | Randy Brown    | Grave Digger       | 1117   |
| Arène tour 5                 | Pablo Huffaker | Grave Digger       | 1030   |
| Arène tour 6                 | Gary Porter    | Carolina Crusher   | 226    |

| 2016               | Pilote        | Truck        | Points |
| ------------------ | ------------- | ------------ | ------ |
| FS1 série champion | Adam Anderson | Grave Digger | 24     |
| Amsoil série est   | Cole Venard   | Grave Digger | 88.5   |
| Amsoil série ouest | Morgan Kane   | Grave Digger | 87.5   |

| 2015               | Pilote       | Truck | Points |
| ------------------ | ------------ | ----- | ------ |
| FS1 série champion | Neil Elliott | Max-D | 10     |

## Monster Jam en jeux vidéo
Voici la liste des jeux vidéo de Monster Jam :
- Monster Jam : Chaos Urbain (2008)
- Monster Jam : Path of Destruction (2010)
- Monster Jam : Maximum destruction (1er sortie (2002))
- Monster Jam (2007)

- Monster Jam As Big As It Gets (Apple Android console et PC(2014)
- Monster jam Steel Titan 2019

## Monster Jam truck
Chaque monster truck de Monster Jam mesure environ 3,04 mètres (10,5 pieds) de haut, 3,65 mètres (12 pieds) de large, 5,18 mètres (17 pieds) de long et pèse 5,443 tonnes (12 000 livres). Un moteur Monster Jam génère 1 500 chevaux, grâce à une soufflante qui pousse l'air et le carburant dans le moteur. Il est alimenté par du méthanol, consommé à raison de trois gallons par minute à partir d'une cellule de sécurité spécialement construite. Le camion utilise une suspension de course à quatre bras avec quatre barres principales qui relient les essieux avant et arrière au châssis. Il repose sur des grappes de chocs chargés d'azote qui offrent 76,2 cm (30 pouces) de déplacement dans la suspension. Les pneus BKT ont 1,67 mètre (66 pouces) de diamètre et 1,09 mètre (43 pouces) de large, gonflés à une pression de 16-20 psi et (avec une roue) pèsent 362,8 kilos (800 livres) chacun. Le compartiment du conducteur est une structure de sécurité en acier, construite à partir de tubes et montée sur le châssis du truck. Les carrosseries des trucks sont construites sur mesure et construites en fibre de verre. Chaque truck est transporté dans des remorques spécialement préparées, qui peuvent inclure des pièces de rechange et jusqu'à deux camions.

## Pit Party et compétition
Les événements Monster Jam commencent avec une Pit Party avant le spectacle, qui donne aux fans la meilleure opportunité de rencontrer les pilotes et d'obtenir des autographes ou des photos. Ces Pit Parties exigent un billet d'entrée distinct, ainsi qu'un billet pour le spectacle Monster Jam.
Après les cérémonies d'ouverture, la compétition commence par de nombreux éléments (dont les suivants)
Racing (chronométré) - Une compétition de parcours d'obstacles où le vainqueur est le plus rapide pour terminer le parcours. Il met en valeur la capacité du conducteur et l'agilité du truck.
Two-Wheel Skills Challenge - Les pilotes de Monster Jam auront plusieurs occasions de réaliser le meilleur stunt, en volant au moins deux roues dans les airs. C'est une compétition jugée.
Donuts - Les trucks se déplacent dans des zones désignées avec l'objectif de faire tourner le truck autant de fois que possible et aussi rapidement que possible. C'est une compétition jugée.
Racing  (tête à tête) - Les concurrents se placent sur une ligne de départ. Sur un signal vert, les trucks se dirigent le long d'un parcours prédéfini jusqu'à une ligne d'arrivée ; le premier à compléter légalement le parcours avance dans la compétition. Les gagnants avanceront jusqu'à ce que deux trucks restent pour les finales déterminant le champion de la course. Les courses peuvent être précédées de qualifications pour établir des supports.
Freestyle - Les compétiteurs effectuent des stunts et des acrobaties dans toute la surface du sol dans un temps désigné (90 secondes). C'est une compétition jugée par les fans grâce à une application.